# Furnicile
Furnicile (franceză Les Fourmis) este un roman științifico-fantastic din 1991 scris de autorul francez Bernard Werber. Este primul roman din trilogia Furnicile, alături de Ziua furnicilor (Le Jour des Fourmis) și Revoluția furnicilor (La Révolution des fourmis). Această carte a fost vândută în peste două milioane de exemplare și a fost tradusă în peste 30 de limbi.
Descrierile morfologiei furnicii, ale comportamentului și organizării sociale, precum și interacțiunile lor cu alte specii sunt detaliate și riguroase, bazate pe date științifice, deși Werber exagerează în mod semnificativ raționamentul și capacitățile de comunicare ale furnicilor (lucru pe care se bazează această trilogie science-fiction).

## Povestea
Cartea începe cu două povești care au loc în paralel, una în lumea oamenilor (în Paris) și una în lumea furnicilor (într-un mușuroi de furnici Formica rufa aflate în pădurea Fontainbleu, lângă Paris). Acțiunea romanului are loc la începutul secolului al XXI-lea (viitorul recent, relativ cu momentul în care Werber a scris cartea).
În lumea oamenilor, Jonathan Wells, primește o casă și un mesaj provocator drept moștenire de la unchiul său care a murit recent, entomologul Edmond Wells. Jonathan începe să investigheze viața și activitățile misterioase ale unchiul său și decide să coboare în pivnița casei, dar nu se mai întoarce. În căutarea sa pornesc mai întâi membrii familiei, apoi forțele de poliție și doi entomologi, dar și aceștia dispar fără urmă.
În lumea furnicilor, masculul sexuat 327 participă la o expediție de căutare a hranei care este distrusă de o forță misterioasă. El suspectează că o altă colonie dintr-o altă specie de furnici i-a atacat cu o armă secretă și încearcă să se întâlnească cu regina pentru a investiga acest dezastru. Tentativa lui atrage atenția unui grup secret de furnici din aceeași colonie care par că doresc să ascundă informațiile sale. 327 le cooptează în cercetările sale pe femela sexuată 56 și pe luptătoarea 103 683. Pas cu pas, cele trei furnici descoperă tot mai multe nereguli în mușuroi, până când destinul le desparte. 327 este asasinat, 56 pornește să înființeze un nou mușuroi, iar 103 683 călătorește până la "capătul lumii", loc păzit cu strășnicie de niște Pazinici necruțători.
Misterul protejat cu grijă de furnici este acela al contactului cu rasa oamenilor, contact mijlocit de descoperirile entomologului Edmond Wells. Acesta se folosise de un culoar subteran care pornea din pivnița sa și ieșea în pădurea Fontainbleu pentru a construi un adăpost subteran din care niciun om nu mai poate reveni în civilizație. Astfel, Jonathan cu familia sa, polițiștii și entomologii sunt nevoiți să pună bazele unei societăți subterane, aflate în contact permanent cu furnicile. Însă un alt grup de oameni distruge unul dintre mușuroaie, iar 56 - devenită acum conducătoarea federației furnicilor roșcate - pune acest atentat pe seama trădării partenerului de discuții, rasa umană în ansamblul ei.

### Capitolele cărții
- 1. Trezirea
- 2. Tot mai adânc
- 3. Trei odisei
- 4. Capătul drumului

## Lista personajelor

### Oameni
- Jonathan Wells - lăcătuș parizian concediat de la firma la care lucra; devine pasionat de munca unchiului său, entomologul Edmond Wells
- Lucie Wells - soția lui Jonathan, casnică
- Nicolas Wells - fiul lor
- Edmond Wells - entomolog, unchiul lui Jonathan, autorul Enciclopediei cunoașterii relative și absolute
- Augusta Wells - mama lui Edmond și bunica lui Jonathan
- Gérard Galin - inspector de poliție
- Jean și Philippe - doi copii cu care Nicolas se împrietenește la orfelinat
- Alain Bilsheim - polițist parizian, însărcinat cu rezolvarea cazului disparițiilor misterioase din pivnița familiei Wells
- Solange Doumeng - șefa lui Bilsheim
- Jason Bragel - biolog și prieten al lui Edmond
- Daniel Rosenfeled - entomolog și prieten al lui Edmond
- Laurent Leduc - entomolog dornic să pună mâna pe munca de cercetare a lui Edmond

### Furnici
- 56 - femelă sexuată belokaniană, devenită ulterior regina Chli-pou-ni
- 103 683 - luptătoare asexuată belokaniană care călătorește până la "capătul lumii"
- 327 - mascul sexuat belokanian, care descoperă complotul pus la cale împotriva Federației Bel-o-kan
- Belo-kiu-kiuni - regina cerății Bel-o-kan și a federației cu același nume
- 4 000 - războinică bătrână, devorată pe interior de larve de ichneumon
- 801 - spioană trimisă de regina Chli-puo-ni în Bel-o-kan pentru a continua cercetările legate de complot

## Opinii critice
Critiques Libres consideră că acest roman ne face "să gândim altfel, mai interiorizat", iar Guide de la bonne lecture vede în el "o carte completă", "o operă foarte bine documentată" și salută "caracterul original". La rândul său, Evene.fr remarcă faptul că romanul ne ajută "să descoperim lumea fabulos de bogată, monstruoasă și fascinantă a acestor 'infra-tereștri', prin intermediul unui thriller unic în genul său, în care suspansul și groaza se întâlnesc la fiecare pagină cu fapte științifice riguroase".
Romanul s-a vândut în peste 600.000 de exemplare doar în Franța, succesul său depășind granițele țării. Cartea a fost tradusă în 30 de limbi, cartea cunoscând un succes extraordinar mai ales în Spania, Danemarca și Coreea de Sud. În această ultimă țară, traducerea a fost făcută de editorul Hong Ji-woong, care și-a ipotecat casa și mașina pentru a finanța lansarea cărții. Succesul a fost fulminant, făcându-l pe Werber să declare:
„În Coreea am de zece ori mai mulți cititori decât în Franța. Când cobor din avion, toată lumea de la vamă mă recunoaște! Autoritățile sunt obligate să-mi pună la dispoziție gărzi de corp. Când dau autografe, este nevoie de un cordon de polițiști ca să țină pe loc mulțimea! E incredibil. Uneori mă întreb dacă toți acei oameni vin într-adevăr să mă vadă pe mine.

De la Seul, fenomenul s-a propagat spre Bangkok și Tokyo. Partea amuzantă este că datorez intrarea mea în Japonia unei menajere coreene. Ea a vorbit despre cartea mea patroanei sale și datorită acestui fapt a fost tradusă.”

## Adaptări
Romanul a fost adaptat în banda desenată omonimă, cu un scenariu de Bernard Werber, desenele fiind realizate de Patrick Serres. Adaptarea se concentrează doar asupra aventurilor furnicilor și abandonează firul narativ din lumea oamenilor. Succesul moderat al adaptării a dus la anularea continuărilor prevăzute pentru ea.

## Traduceri
Aceasta este o listă cu traducerea numelui romanului așa cum a fost publicat în diferite limbi.
- Traducere arabă: النمل
- Traducere braziliană portugheză: O Império das Formigas
- Traducere bulgară: Мравките
- Traducere cehă: Mravenci
- Traducere coreană: 개미
- Traducere ebraică: הנמלים
- Traducere germană: De mieren
- Traducere engleză: Empire of the Ants
- Traducere finlandeză: Muurahaiset
- Traducere germană: Die Ameisen
- Traducere ungară: A hangyák
- Traducere italiană: Formiche
- Traducere poloneză: Imperium mrówek
- Traducere portugheză: As Formigas
- Traducere română: Furnicile
- Traducere rusă: Муравьи
- Traducere slovacă: Mravce
- Traducere spaniolă: Las Hormigas
- Traducere suedeză: Myrorna
- Traducere vietnameză: Kiến